# ♈
♈ (Unicode U+2648) est le symbole pour la constellation du zodiaque du Bélier.

## Histoire et mythologie
Dans la mythologie grecque, cette constellation représenterait le bélier volant Chrysomallos, chevauché par Phrixos, dont la Toison d'or a inspiré la saga de Jason.
En alchimie, ce symbole désigne le processus de décomposition par calcination.
La forme du glyphe et notamment la courbure des cornes dépend de la police d'écriture utilisée. On distingue deux formes courantes selon que les cornes se séparent plus ou moins haut :
- en Arial Unicode MS, en Cardo, ou en Code2000 (en), les cornes se séparent très haut et suivent une courbure circulaire.
- en DejaVu ou en Linux Libertine, les cornes se séparent presque depuis la base et suivent une courbure plus ovale.

« Sa figure en Aſtronomie eſt ♈ ; dans les ouvrages des Grecs ſes cornes ſont plus tortillées en forme de volute. »

— Dictionnaire de Trévoux, 1771, entrée BÉLIER, tome I, p. 843.

## Symboles similaires
Les symboles mathématiques ⊰ (précède sous relation, U+22B0) et ⊱ (suit sous relation, U+22B1) sont des rotations à +/- 90° de ♈.
Le symbole ♈ peut être vu comme l’opposé graphique d’un cœur, ♡ symbolisant la fusion et ♈ la division.

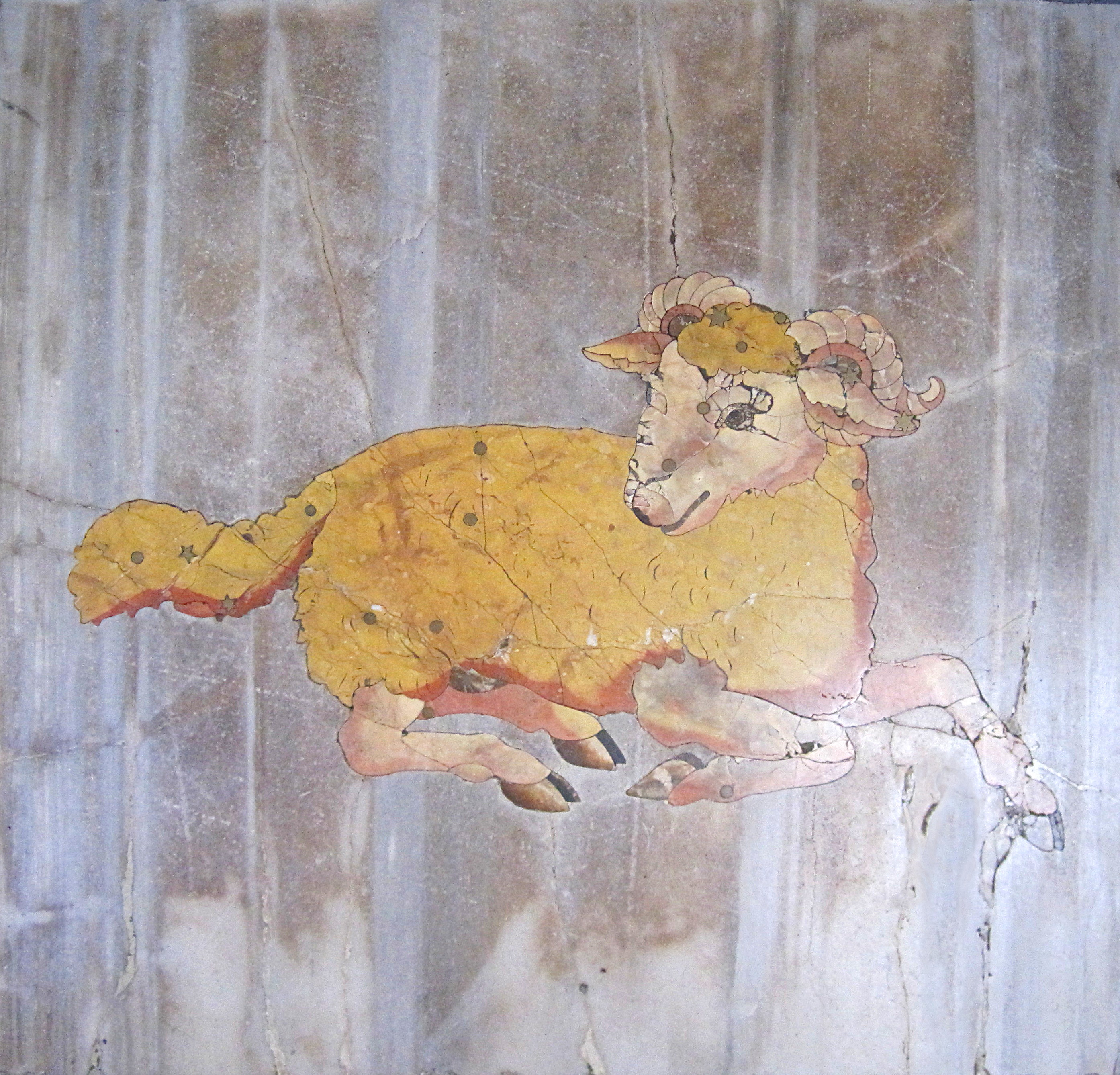
Signe zodiacal du Bélier ornant la méridienne de la Basilique Ste-Marie-des-Anges-et-des-Martyrs à Rome.